# Football and Athletic Club
Football and Athletic Club was een Braziliaanse voetbalclub uit de toenmalige hoofdstad Rio de Janeiro.

## Geschiedenis
De club werd opgericht in 1904 en werd opgericht in de wijk Andaraí, maar speelde wel haar thuiswedstrijden in het Estádio da Rua Campos Sales, dat in de wijk Tijuca lag. In 1906 was de club een van de medeoprichters van de voetbalbond van de stad en speelde dat jaar in het allereerste seizoen van het Campeonato Carioca. De competitie was een maatje te groot voor de club en bijna elke wedstrijd kreeg de club een pak rammel. Fluminense won zelfs met 0-11. Op de laatste speeldag zou de club Rio Cricket treffen, maar omdat deze ploeg niet kwam opdagen kreeg Football and Athletic de overwinning toegekend en eindigde zo niet met 0 punten. Gelijktijdig met het Campeonato Carioca werd dat jaar ook de Taça Caxambu gespeeld met daarin de tweede elftallen van de teams uit het Campeonato Carioca. Hier leed de club slechts kleine nederlagen en eindigde derde in de rangschikking met 8 punten.
In 1907 wijzigde de club de naam in AA Internacional. De resultaten bleven pover. Nadat ze niet kwamen opdagen in een wedstrijd tegen Botafogo werd de club geschorst voor de wedstrijd erna tegen Fluminense. De laatste seizoenswedstrijd tegen Paysandu werd wel gewonnen. Na dit seizoen sloten vele leden zich aan bij America, dat ook in Tijuca speelde. De club trok zich terug uit de competitie en speelde nog wat vriendschappelijke wedstrijden alvorens opgeheven te worden in 1912.